# Lista över fornlämningar i Falköpings kommun (Smula)
Lista över fornlämningar i Falköpings kommun (Smula) är en förteckning av ett urval av de fornlämningar som finns i Smula i Falköpings kommun.
| Namn                          | Lämningstyp                      | Tillkomsttid | Historisk indelning  | Plats | Läge                 | ID-nr          | Bild                                      |
| ----------------------------- | -------------------------------- | ------------ | -------------------- | ----- | -------------------- | -------------- | ----------------------------------------- |
| Smula 1:1                     | Stensättning                     |              | Smula, Västergötland |       | 58.046615, 13.572982 | 10177500010001 | Ladda upp en bild av detta fornminne      |
| Smula 2:1                     | Stensättning                     |              | Smula, Västergötland |       | 58.045921, 13.573088 | 10177500020001 | Ladda upp en bild av detta fornminne      |
| Smula 3:1                     | Stensättning                     |              | Smula, Västergötland |       | 58.052883, 13.562717 | 10177500030001 | Ladda upp en bild av detta fornminne      |
| Smula 4:1                     | Stensättning                     |              | Smula, Västergötland |       | 58.052049, 13.563541 | 10177500040001 | Ladda upp en bild av detta fornminne      |
| Smula 4:2                     | Stensättning                     |              | Smula, Västergötland |       | 58.052049, 13.563280 | 10177500040002 | Ladda upp en bild av detta fornminne      |
| Smula gamla kyrka (Smula 5:1) | Kyrka/kapell                     |              | Smula, Västergötland |       | 58.053121, 13.589007 | 10177500050001 | Ladda upp en till bild av detta fornminne |
| Smula gamla kyrka (Smula 5:2) | Begravningsplats                 |              | Smula, Västergötland |       | 58.053154, 13.588901 | 10177500050002 | Ladda upp en bild av detta fornminne      |
| Smula 6:1                     | Stensättning                     |              | Smula, Västergötland |       | 58.056304, 13.591193 | 10177500060001 | Ladda upp en bild av detta fornminne      |
| Smula 7:1                     | Hög                              |              | Smula, Västergötland |       | 58.055812, 13.592040 | 10177500070001 | Ladda upp en bild av detta fornminne      |
| Smula 7:2                     | Hög                              |              | Smula, Västergötland |       | 58.055734, 13.591877 | 10177500070002 | Ladda upp en bild av detta fornminne      |
| Smula 7:3                     | Stensättning                     |              | Smula, Västergötland |       | 58.055676, 13.592063 | 10177500070003 | Ladda upp en bild av detta fornminne      |
| Smula 7:4                     | Hög                              |              | Smula, Västergötland |       | 58.055604, 13.591720 | 10177500070004 | Ladda upp en bild av detta fornminne      |
| Smula 9:1                     | Gravfält                         |              | Smula, Västergötland |       | 58.051867, 13.587827 | 10177500090001 | Ladda upp en bild av detta fornminne      |
| Smula 13:1                    | Stensättning                     |              | Smula, Västergötland |       | 58.056216, 13.598612 | 10177500130001 | Ladda upp en bild av detta fornminne      |
| Smula 15:1                    | Stensättning                     |              | Smula, Västergötland |       | 58.051205, 13.613061 | 10177500150001 | Ladda upp en bild av detta fornminne      |
| Smula 15:2                    | Stensättning                     |              | Smula, Västergötland |       | 58.051228, 13.612741 | 10177500150002 | Ladda upp en bild av detta fornminne      |
| Smula 16:1                    | Stensättning                     |              | Smula, Västergötland |       | 58.047142, 13.606288 | 10177500160001 | Ladda upp en bild av detta fornminne      |
| Smula 19:1                    | Hällristning                     |              | Smula, Västergötland |       | 58.057467, 13.576097 | 10177500190001 | Ladda upp en bild av detta fornminne      |
| Smula 22:1                    | Stensättning                     |              | Smula, Västergötland |       | 58.056247, 13.594629 | 10177500220001 | Ladda upp en bild av detta fornminne      |
| Smula 27:1                    | Husgrund, förhistorisk/medeltida |              | Smula, Västergötland |       | 58.062149, 13.602603 | 10177500270001 | Ladda upp en bild av detta fornminne      |
| Smula 28:1                    | Stensättning                     |              | Smula, Västergötland |       | 58.062265, 13.600917 | 10177500280001 | Ladda upp en bild av detta fornminne      |
| Smula 29:1                    | Hög                              |              | Smula, Västergötland |       | 58.060141, 13.589684 | 10177500290001 | Ladda upp en bild av detta fornminne      |
| Smula 29:2                    | Stensättning                     |              | Smula, Västergötland |       | 58.059910, 13.589241 | 10177500290002 | Ladda upp en bild av detta fornminne      |
| Smula 30:1                    | Hällristning                     |              | Smula, Västergötland |       | 58.062517, 13.588027 | 10177500300001 | Ladda upp en bild av detta fornminne      |
| Smula 33:1                    | Gravfält                         |              | Smula, Västergötland |       | 58.063954, 13.575498 | 10177500330001 | Ladda upp en bild av detta fornminne      |
| Björkerör (Smula 34:1)        | Stensättning                     |              | Smula, Västergötland |       | 58.063771, 13.569108 | 10177500340001 | Ladda upp en bild av detta fornminne      |
| Smula 35:1                    | Stensättning                     |              | Smula, Västergötland |       | 58.064166, 13.570695 | 10177500350001 | Ladda upp en bild av detta fornminne      |
| Smula 35:2                    | Stensättning                     |              | Smula, Västergötland |       | 58.064173, 13.570979 | 10177500350002 | Ladda upp en bild av detta fornminne      |
| Smula 35:3                    | Stensättning                     |              | Smula, Västergötland |       | 58.063718, 13.570639 | 10177500350003 | Ladda upp en bild av detta fornminne      |
| Smula 37:1                    | Hällristning                     |              | Smula, Västergötland |       | 58.061037, 13.553906 | 10177500370001 | Ladda upp en bild av detta fornminne      |
| Smula 39:1                    | Stensättning                     |              | Smula, Västergötland |       | 58.060129, 13.551533 | 10177500390001 | Ladda upp en bild av detta fornminne      |
| Smula 41:1                    | Stensättning                     |              | Smula, Västergötland |       | 58.050380, 13.612272 | 10177500410001 | Ladda upp en bild av detta fornminne      |
| Smula 42:1                    | Stensättning                     |              | Smula, Västergötland |       | 58.051180, 13.610410 | 10177500420001 | Ladda upp en bild av detta fornminne      |
| Smula 43:1                    | Hällristning                     |              | Smula, Västergötland |       | 58.051774, 13.609071 | 10177500430001 | Ladda upp en bild av detta fornminne      |
| Smula 46:1                    | Stensättning                     |              | Smula, Västergötland |       | 58.050295, 13.594248 | 10177500460001 | Ladda upp en bild av detta fornminne      |
| Smula 46:2                    | Stensättning                     |              | Smula, Västergötland |       | 58.050238, 13.594006 | 10177500460002 | Ladda upp en bild av detta fornminne      |